# Polytelini
Polytelini — триба папугоподібних птахів родини Psittaculidae. Представники триби поширені в Австралії та Океанії.

## Класифікація
Триба включає 3 роди і 8 видів:
- Рід алістер (Alisterus) — 3 види;
- Рід папуга-червонокрил (Aprosmictus) — 2 види;
- Рід періко (Polytelis) — 3 види.